# Giv'at ha-Ro'e
Giv'at ha-Ro'e (hebrejsky גבעת הרואה, anglicky Giv'at HaRo'e) je izraelská osada neoficiálního charakteru (tzv. outpost) v bloku židovských osad okolo osady Šilo na Západním břehu Jordánu v Oblastní radě Mate Binjamin.

## Geografie
Nachází se v nadmořské výšce cca 750 metrů v centrální části hornatého hřbetu Samařska. Leží cca 30 kilometrů severně od historického jádra Jeruzalému, cca 20 kilometrů severoseverovýchodně od Ramalláhu a cca 46 kilometrů východně od centra Tel Avivu.
Vesnice je na dopravní síť Západního břehu Jordánu napojena pomocí dálnice číslo 60, jež probíhá po jejím severním okraji.
Giv'at ha-Ro'e leží v hustě osídlené části centrálního Samařska, kde jsou palestinské i židovské obce vzájemně promíseny. Jeden a půl kilometru severním směrem leží mateřská osada Eli, další velká židovská osada Šilo leží 3 kilometry východním směrem. Jde o širší blok osad Guš Šilo.

## Dějiny
Osada byla založena v židovském roce 5763 (2002–2003). Uváděno je, že vznikla roku 2003. Podle jiného zdroje v červnu 2002. Šlo o rozšíření osady Eli. Lokalita byla zvolena kvůli posílení územní kontinuity židovského osídlení mezi osadami Šilo, Eli a Ma'ale Levona. Zástavba je tvořena mobilními domy.
Zpráva organizace Mír nyní z roku 2007 uvádí, že téměř 60 % osady stojí na pozemcích v soukromém vlastnictví Palestinců. V roce 2004 Nejvyšší soud Státu Izrael odmítl petici místních obyvatel proti rozhodnutí o vyklizení osady, kterou izraelská vláda označovala za neautorizovanou. K demolici nicméně nedošlo a roku 2013 se objevily zprávy, že izraelská vláda uvažuje o zpětné legalizaci čtyř neautorizovaných osad, včetně Giv'at ha-Ro'e. Vláda argumentovala tím, že Giv'at ha-Ro'e vyrostl na státní půdě, tj. pozemcích bez soukromého vlastnictví Palestinců.

## Demografie
Přesně údaje o počtu obyvatel nejsou k dispozici, protože nejde o oficiálně samostatnou obec, byť fakticky má Giv'at ha-Ro'e samostatné členství v Oblastní radě Mate Binjamin. Roku 2007 je tu uváděno 80 trvale bydlících obyvatel. Internetový portál Oblastní rady Mate Binjamin zde eviduje 22 rodin včetně 50 dětí. Anglická verze portálu Oblastní rady Mate Binjamin zde uvádí populaci 17 rodin a 25 dětí.